# Дуглас, Джеймс, 3-й граф Ангус
Джеймс Дуглас (1426—1446) — шотландский аристократ, 3-й граф Ангус (1437—1446), лорд Лиддесдейл и Джедборо.

## Биография
Старший сын Уильяма Дугласа (ок. 1389—1437), 2-го графа Ангуса (1403—1437), и Маргарет Хэй из Йестера (1410—1484).
В октябре 1437 года после смерти отца Уильяма Дугласа 11-летний Джеймс Дуглас унаследовал титул и владения графа Ангуса.
Враждовал со своими двоюродными братьями «Черными Дугласами». В 1445 году король Шотландии Яков II Стюарт под давлением Уильяма Дугласа, 8-го графа Дугласа, отобрал у графа Ангуса его имения. Уильям Дуглас пытался добиться должности регента Шотландии во время несовершеннолетия короля Якова II Стюарта. В 1440 году в Эдинбургском замке на так называемом «черном обеде» были убиты Уильям Дуглас, 6-й граф Дуглас, и его младший брат Давид. Их убийство было санкционировано самим королём и Джеймсом Дугласом, графом Эвондейлом, отцом Уильяма Дугласа, 8-го графа Дугласа.
Возможно, что вражду между Черными и Рыжими Дугласами разжигал епископ Сент-Эндрюса Джеймс Кеннеди, чтобы добиться управления над непослушными магнатами и обеспечить дальнейшее пребывание Стюартов на королевском престоле. Сам Джеймс Кеннеди был двоюродным братом Марии Шотландской, дочери короля Роберта III и бабушки Джеймса Дугласа.
В 1446 году Джеймс Дуглас, 3-й граф Ангус, скончался. Ему наследовал младший брат Джордж Дуглас, 4-й граф Ангус.
Джеймс Дуглас был в 1440 году обручен с принцессой Джоанной Стюарт (1434—1486), третьей дочерью шотландского короля Якова I Стюарта. Однако в 1446 году Джеймс Дуглас скончался, а его жене тогда было 12 лет. В 1459 году Джоанна Стюарт вторично вышла замуж за Джеймса Дугласа (1426—1493), 1-го графа Мортона, главу рода Дугласов из Далкита.